# UFC Fight Night: MacDonald vs. Thompson
UFC Fight Night: MacDonald vs. Thompson è stato un evento di arti marziali miste tenuto dalla Ultimate Fighting Championship svolto il 18 giugno 2016 al TD Place Arena di Ottawa, Canada.

## Retroscena
Questo è stato il primo evento organizzato dalla UFC a Ottawa.
Nel main event della card si affrontarono nella categoria dei pesi welter Rory MacDonald e il 5 volte campione di kickboxing Stephen Thompson.
In questo evento si tenne il primo incontro inaugurale della categoria dei pesi mosca femminili tra Valerie Letourneau e Joanne Calderwood. Tuttavia, non è stato annunciato se la categoria verrà inserita in modo permanente nella promozione.
Norifumi Yamamoto avrebbe dovuto affrontare Chris Beal. Tuttavia, Yamamoto venne rimosso dalla card il 26 maggio per infortunio. Al suo posto venne inserito l'ex campione dei pesi piuma Bellator Joe Soto.
Alex Garcia doveva affrontare Colby Covington, ma il 9 giugno venne rimosso dall'evento per dare spazio a Jonathan Meunier.
Randa Markos superò il limite massimo della sua categoria alla cerimonia del peso, pesando infatti 53,30 kg. Successivamente, non tentò di effettuare un altro tentativo e venne penalizzata con la detrazione del 20% dalla sua paga.

## Risultati
|                                   | Divisione                      |                                |                                |                                | Metodo                                      | Round                          | Tempo                          | Premio                         |
| Card Principale (Fox Sports 1)    | Card Principale (Fox Sports 1) | Card Principale (Fox Sports 1) | Card Principale (Fox Sports 1) | Card Principale (Fox Sports 1) | Card Principale (Fox Sports 1)              | Card Principale (Fox Sports 1) | Card Principale (Fox Sports 1) | Card Principale (Fox Sports 1) |
| --------------------------------- | ------------------------------ | ------------------------------ | ------------------------------ | ------------------------------ | ------------------------------------------- | ------------------------------ | ------------------------------ | ------------------------------ |
|                                   | Pesi Welter                    | Stephen Thompson               | batte                          | Rory MacDonald                 | Decisione unanime (50-45, 50-45, 48-47)     | 5                              | 5:00                           |                                |
|                                   | Pesi Welter                    | Donald Cerrone                 | batte                          | Patrick Côté                   | KO Tecnico (pugni)                          | 3                              | 2:35                           | POTN                           |
|                                   | Pesi Mediomassimi              | Steve Bossè                    | batte                          | Sean O'Connell                 | Decisione unanime (29-28, 29-28, 29-27)     | 3                              | 5:00                           | FOTN                           |
|                                   | Pesi Leggeri                   | Olivier Aubin-Mercier          | batte                          | Thibault Gouti                 | Sottomissione (rear-naked choke)            | 3                              | 2:28                           |                                |
|                                   | Pesi Mosca (F)                 | Joanne Calderwood              | batte                          | Valerie Letourneau             | KO Tecnico (calcio al corpo e pugni)        | 3                              | 2:51                           |                                |
| Card Preliminare (Fox Sports 2)   |                                |                                |                                |                                |                                             |                                |                                |                                |
|                                   | Pesi Leggeri                   | Jason Saggo                    | batte                          | Leandro Silva                  | Decisione non unanime (28-29, 29-28, 29-28) | 3                              | 5:00                           |                                |
|                                   | Pesi Mediomassimi              | Misha Cirkunov                 | batte                          | Ion Cutelaba                   | Sottomissione (triangolo di braccio)        | 3                              | 1:22                           |                                |
|                                   | Pesi Medi                      | Krzysztof Jotko                | batte                          | Tamdan McCrory                 | KO (pugno)                                  | 1                              | 0:59                           | POTN                           |
|                                   | Pesi Gallo                     | Joe Soto                       | batte                          | Chris Beal                     | Sottomissione (rear-naked choke)            | 3                              | 3:39                           |                                |
| Card Preliminare (UFC Fight Pass) |                                |                                |                                |                                |                                             |                                |                                |                                |
|                                   | Pesi Medi                      | Elias Theodorou                | batte                          | Sam Alvey                      | Decisione unanime (29-28, 30-27, 30-27)     | 3                              | 5:00                           |                                |
|                                   | Catchweight (53,30 kg)         | Randa Markos                   | batte                          | Jocelyn Jones-Lybarger         | Decisione unanime (30-27, 29-28, 29-28)     | 3                              | 5:00                           |                                |
|                                   | Pesi Welter                    | Colby Covington                | batte                          | Jonathan Meunier               | Sottomissione (rear-naked choke)            | 3                              | 0:54                           |                                |
|                                   | Pesi Mosca                     | Ali Bagautinov                 | batte                          | Geane Herrera                  | Decisione unanime (30-27, 29-28, 29-28)     | 3                              | 5:00                           |                                |

## Premi
I lottatori premiati ricevettero un bonus di 50.000 dollari.
Legenda:
- FOTN: Fight of the Night (vengono premiati entrambi gli atleti per il miglior incontro dell'evento)
- POTN: Performance of the Night (viene premiato il vincitore per la migliore performance dell'evento)

## Incontri Annullati
|  | Divisione   |                  |        |                   | Motivo                          |
|  | ----------- | ---------------- | ------ | ----------------- | ------------------------------- |
|  | Pesi Gallo  | Chris Beal       | contro | Norifumi Yamamoto | Yamamoto subì un infortunio     |
|  | Pesi Welter | Colby Covingnton | contro | Alex Garcia       | Garcia venne rimosso dalla card |